# Shadow of the Beast
Shadow of the Beast (Japans: シャドー・オブ・ザ・ビースト 魔性の掟) is een computerspel dat werd ontwikkeld door Reflections Interactive Limited en uitgegeven door Psygnosis Limited. Het spel kwam in 1989 uit voor de Commodore Amiga. Hierna volgde andere populaire homecomputers van de jaren tachtig. Het spel is een side-scrolling platformspel.

## Verhaal
Aarbron wordt als kind ontvoert en verandert in een Beast dienend voor Lord Maletoth. Zijn menselijke herinneringen komen gedeeltelijk terug als hij zijn ouders geëxecuteerd ziet worden. Hij zweert wraak op iedereen die hem de onrecht heeft aangedaan.

## Gameplay
Het spel had, volgens de normen van die tijd, indrukwekkende graphics en geluid. Het karakter van de speler heeft één leven met twaalf hitpoints. Het spel heeft verschillend wapens, vreemde tegenstanders, toverdranken en sleutels. Sommige sleutels zijn waardeloos andere moeten later gebruikt worden.

## Muziek
De sfeervolle muziek werd door David Whittaker gemaakt. Hij gebruikte hiervoor samples van echte instrumenten. De speler moet over verschillende platforms lopen, vijanden en vallen ontwijken.
Het spel heeft 12 muzieknummers in new age-stijl:
1. Opening
2. Intro
3. Welcome
4. Inside the Tree
5. The Power Orb
6. The Well
7. Aarbron's Revenge
8. To the Castle
9. In the Dark Passages
10. Beyond the Mind and Reality
11. The Thing
12. Game Over

In 1999 werden van de tracks een studioalbum uitgebracht genaamd Immortal.

## Platforms
| Jaar | Platform                                         |
| ---- | ------------------------------------------------ |
| 1989 | Amiga                                            |
| 1990 | Amstrad CPC, Atari ST, Commodore 64, ZX Spectrum |
| 1991 | FM Towns, Sega Mega Drive                        |
| 1992 | Lynx, SEGA Master System, TurboGrafx CD          |

Op Gamescom 2013 werd aangekondigd dat er ook een versie voor de PlayStation 4 zal uitkomen van dit spel.

## Ontvangst
| Beoordeeld door                | Platform           | Datum         | Score |
| ------------------------------ | ------------------ | ------------- | ----- |
| The Games Machine (GB)         | Amiga              | oktober 1989  | 96%   |
| Zzap!64                        | Commodore 64       | februari 1991 | 86%   |
| GameFan Magazine               | TurboGrafx CD      | december 1992 | 84%   |
| CU Amiga                       | Amiga              | oktober 1989  | 84%   |
| Computer and Video Games (CVG) | ZX Spectrum        | december 1990 | 83%   |
| ST Format                      | Atari ST           | december 1990 | 83%   |
| Player One                     | SEGA Master System | april 1992    | 80%   |
| All Game Guide                 | Lynx               | 1998          | 70%   |
| Pixel-Heroes.de                | Atari ST           | oktober 2003  | 70%   |
| Pixel-Heroes.de                | TurboGrafx CD      | oktober 2003  | 70%   |
| Power Play                     | Atari ST           | december 1990 | 56%   |

## Vervolgen
- Shadow of the Beast II
- Shadow of the Beast III

Actiespellen in dezelfde stijl:
- Unreal (1990)
- Wrath of the Demon (1991)
- Lionheart (1992)

## Trivia
- De Commodore Amiga versie werd ook omgezet voor gebruikt op de SNES. Deze werd echter nooit officieel uitgebracht. De ROM circuleert op het internet en zou compleet speelbaar zijn. De grootste verschillen met de versie voor de Commodore Amiga zijn moeilijkheidsgraad, levelontwerp en graphics.